# BBS
電子佈告欄系統（英語：Bulletin Board System，缩写作 ，或稱電子掲示板）是一種網站系統，是網路論壇的前身，它允许用户使用终端程序通过调制解调器拨接或者因特网来进行连接，BBS站台提供佈告欄、分類討論區、新闻阅读、軟體下载與上传、遊戲、与其它用户線上對話等功能。

## BBS的歷史
BBS的歷史大概分成三個階段：
1. 撥號BBS
2. Telnet BBS
3. 網頁論壇

BBS發展初期，BBS站台大部份是由站长（通常被称为SYSOP，SYStem OPerator，原意为系统操作员）业余维护，其BBS的型態大多是使用者透過调制解调器拨接或telnet協議連接BBS站台，以單色或彩色之純文字畫面，在使用者的終端機上呈現，中後期開始有一些BBS商業站台提供收费加值服务，隨著HTTP網路協議及HTML等網頁技術的發展，BBS的型態也轉變為网络论坛或網路社群等多元樣貌，然而在台灣，telnet方式的BBS系統仍然盛行，但由於调制解调器撥接方式的BBS早已式微，故在台灣的「BBS」一詞，通常是指telnet BBS系統。

### 撥號BBS
在80年代因特网發展初期，網際網路與寬頻尚未出現，此時是數據機活躍的年代（1980年代至1990年代中期），就开始出现基于调制解调器和电话线通信的撥接式BBS及其相互连接而成的BBS网络。当时BBS站点间所使用的网络协议主要是BNU/UUCP或是Fidonet通訊協議，用戶端透過撥接軟體通过调制解调器拨叫该BBS站台的电话号码来连接进站，站台內容也全都是文字或由文字所組成的圖形。
隨著撥接技術日趨成熟穩，BBS開始普便流行，各種站台如雨後春筍般出現。在這個時期，此類撥接式BBS的站台主要服務多為：布告欄、檔案／共享軟體下載、討論區，但也僅限站台與使用者的單向服務，尚無法跨越站際，為達成站際交流因此開有一些知名的站際轉信網路組織出現，如最著名FidoNet（惠多網）國際性業餘組織，BBS站台申請加入該組織，透過Fidonet通訊協議標準，可以達成彼此之間的信件交遞、討論區的共享，甚至達成橫跨洲際國際化網路，如同現今的網際網路。
台灣在1988年正式加入國際惠多網FidoNet，區域碼為region 56，在撥接BBS發展最盛期約89至96年左右，也出現許多區域性BBS網站組織，例如：90網、AirNet等等，而一個BBS站台通常會加入一個或以上的BBS網站組織。
大陆地区最著名的是中国惠多网，曾长期由金山软件公司求伯君的“西点”BBS提供北京-珠海南北网间长途转信。
撥接式BBS站台通常架設在DOS系統，而架站所需要的軟體分為
1. 前導程式，較為常見的前導程式有：FrontDoor（英语：FrontDoor）、Binkleyterm。
2. 伺服端程式，較為常見的伺服端程式有：SuperBBS (SBBS)、ProBoard、Remote Access (RA)、MAXIMUS（英语：Maximus_(BBS)）、Opus-CBCS（英语：Opus-CBCS）等。

而用戶端使用撥接程式如：Telix、Kermit、ProComm，經由PC RS232 port連接Modem (調制解調器)再經由一般電話撥接到BBS站台，撥接進站之後使用該站台所提供的各類服務，但由於撥接式BBS是採用電話線路連線，長時間使用將使電話費用增高，因此便出現離線軟體，例如讨论區離線软件：蓝波快信（BlueWave）、銀版快信（Silver Xpress）等，可以将文章按时间、分类、收件人等过滤并压缩打包再传输下載離線閱讀，以提高效率達到節省時間，除此以外还有类似FTP的文件服务器以及文字MUD游戏等软件。
多数免费BBS只有1台主机、1个调制解调器（modem）和1條电话線路，少数大型免费BBS会拥有2条或3条通信线路，收费（商业）BBS则可能拥有更多线路。由于1条通信线路在同一时间只能为一位用户服务，因此多数站点对用户每天上站的时间作限制，并且根据用户表现授予各种级别，分配不同时段。

### Telnet BBS
由撥接BBS是基於電話線路所形成網路系統，連線成本所費不貲，在1990年代中期因特网开始大规模普之後，以互聯網為基礎的Telnet协议純文字式的BBS，開始取代掉傳統的撥接BBS。在服务器端，采用Maple BBS或者FireBird BBS系统。用户端通过Telnet软件如：NetTerm、CTerm、FTerm等来登陆服务器，阅读发表文章、发送邮件，通过仿真的ZModem协议来上传下载数据文件。有些站点还提供SSH登陆，确保连接的安全性，还有很多站点提供Web方式的界面，方便用户使用。

### 網頁論壇
在Telnet BBS開始取代掉傳統撥接BBS的同時，一樣基於因特网HTTP協議而發展出來的網頁論壇（Forum）亦開始盛行，由於網頁論壇內容以多媒體網頁方式呈現，內容比傳統純文字式BBS更多豐富與多元，所以網頁論壇亦逐漸取代的Telnet BBS，在此之後拨号BBS和Telnet BBS所以形成的BBS网络已经日渐凋零所剩无几，因此在大多數國家或地區，BBS一詞所指稱的討論環境多半已非傳統的純文字式介面，字義已相同或近似於“論壇”。

### 臺灣BBS歷史
- 1983年 - 在台外僑引進RBBS_PC系統，在台北設置TUGNET（Taiwan User Group），此為臺灣撥接式BBS站台的濫觴，由於是外僑的電腦使用者所建，這些BBS僅提供英文的資訊，且當時數據機價格昂貴，因此未能在臺灣引起廣大的迴響。[1]
- 1987年 - 天威視訊首先半實驗性質的推出電子佈告欄系統，該系統程式使用dBASE III撰寫，為台灣人所創第一套中文BBS系統，架設於其辦公大樓的區域網路中。同年12月由呂陳蒼林先生建立國內第一座個架設的BBS站——魔教BBS，並由數名對BBS狂熱的用戶大力引進設站程式及相關技術，此時在台灣國內玩家定型的BBS如雨後春筍般紛紛出現。[2]
- 1988年 - 4月台北地區的BBS網已經建立[3]，5月臺灣BBS網路正式成為國際業餘FidoNet的新網路區域（region 56），即臺灣區FidoNet[1]，此時台灣約有10個BBS站使用者約1000多人。該年年底，台灣的中南部亦跟隨加入國際惠多網路（FidoNet），BBS站台數暴增至上百站，使用者超過一萬人。[3]
- 1990年 - 撥接式BBS突破200站台，使用人口已超過3萬人[4]。
- 1991年 - 撥接式BBS已超過500站台，使用者超過十萬人以上，此時正式進入撥接式BBS顛峰期[5]，在BBS站際連網，大部份BBS站台大都會加入全球性的國際惠多網路（FidoNet），另也會加入區域性連網，如：90網、臺灣郵網、龍界網、國資網、破解網、旅遊網、柔情網等，除了一般使用者架設的BBS業餘站台，另外也開始出現商業性BBS站，如：白日夢、CADs、NEXT BBS等。
- 1992年 - BBS的發展已不再侷限於個人業餘站台或商業性站台，許多公司、團體、政府機關甚至政黨開始加入BBS架設，如：
  - 玉山銀行1992年2月率先設立BBS提供財金資訊[6]。
  - 中華民國教育部1992年7月啟用4線BBS系統站台，以各級學校教師及學生為服務對象，提供教學及休閒功能，並提供輔助教學軟體多達315套，含括各類學科、語文、電腦、繪圖等課程，免費下載學習使用[7]。
- 1992年 - 國立中山大學陳年興教授（openmind）立志推廣台灣的電腦網路，他們以Pirates BBS為基礎加以改良，支援Internet E-mail與bit-8，建構起全台灣第一個全中文化的BBS——中山大學美麗之島站。後來他們將程式寄回給原來的作者，作者再整理發表出來，就成為所謂的Eagle BBS[8]。Eagle BBS採用開放源始碼方式發行，而後臺灣各大專院校根據Eagle BBS開放源始碼自行修改而衍生出許多BBS系統分支，如：Eagle BBS 3.0、Pivot BBS、NCTU CIS BBS、Phoenix BBS等。
- 1994年 - 臺灣正大力推行Internet網際網路，由台灣學術網路（TANet）、中華電信局HINet和資策會的SEEDNet構成台灣三大INTERNET網路並與世界接軌，在台灣學術網路（TANet）推行主導下，加上Telnet BBS中文化成熟，各大專院校紛紛開始架設Telnet BBS站台，在TANet架構之下的Telnet BBS站際之間是即時連線，只要在學校電腦中心便可連入各校際BBS站台，無需透過電話撥接，間接節省可觀的電話費，且Telnet BBS站台同時可接受數百人（後期甚至數萬人，如PTT）同時登入，在各大聊天室、討論區便是熱鬧非凡，盛況空前，此時撥接BBS與Telnet BBS並行年代，臺灣兩大BBS系統彼此開始嘗試討論區互遞，但由於轉換不穩定，一年之後便告取消。
- 1996年 - 雖然撥接BBS與Telnet BBS所提供的服務並無太大差異，但在節省費用、即時、可登入數量形成群聚效應之下，撥接BBS開始邁入衰退期。
- 1998年 - 依據 1998 年12 月全台灣 Telnet BBS 站台統計[9]，大學共計有575站台，科技大學、學院共計有91站台，專校、職校、官校共計有89站台，中學、國中、小學共計有103站台，政府共計有27站台，民間單位計有117站台，全部合計1002站台，此時為 Telnet BBS高峰期。
- 2000年 - 隨著WWW盛行，Telnet BBS開始邁入衰退期，依2018年統計只剩85有效站台，而使用者幾乎集中至PTT。

### 中國大陆BBS歷史
中國大陆使用的论坛，编写语言大致可分为以下几个年代：
- 1998-2001以Perl语言为代表性的BBS3000、雷傲
- 2001-2004以ASP语言为代表性的BBSxp、动网
- 2004-2012以PHP语言为代表性的Discuz!、PHPWind

### 作用

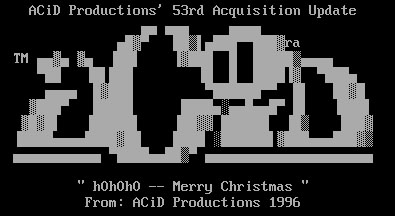
ANSIASCII文字藝術
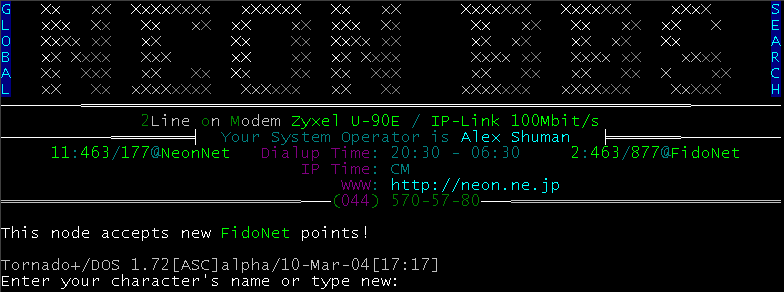
數據機撥接方式（Dialup）的BBS
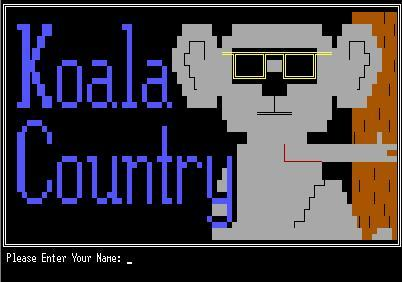
Koala Country BBS登入畫面
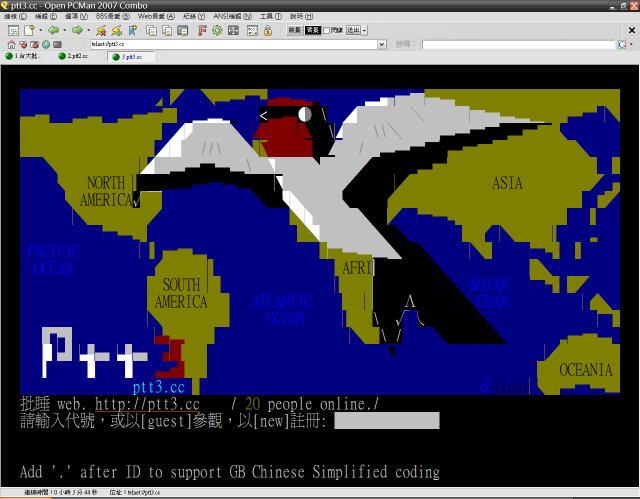
臺灣ptt
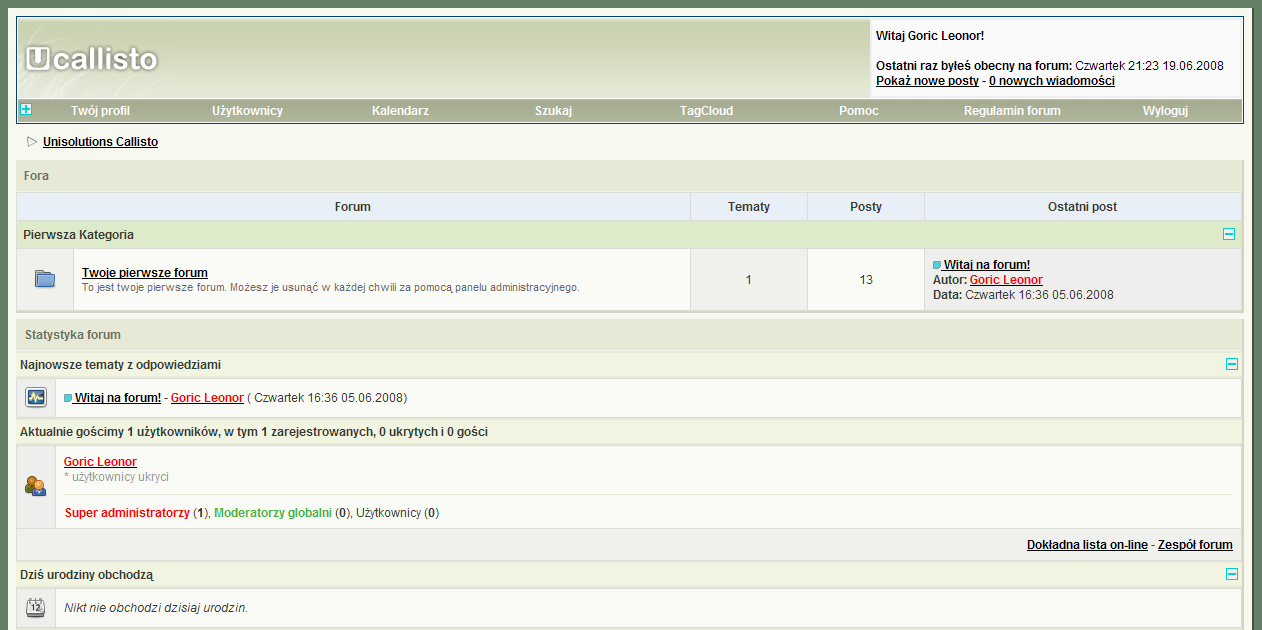
网络论坛

## BBS软件與技術
BBS軟體依連線技術區分三大類：撥接式、Telnet、Web，目前BBS泛指Telnet形式。

### 撥接式
撥接式通常是以80年初期到90年DOS系統連接BBS必需使用的軟體，由於DOS對網際協議TCP/IP支援不完整，因此電腦與電腦之間的連線，是透過數據機（MODEM）經由電話連線傳遞訊號，而彼此之間通訊協議採用Fidonet所架構出來的網路技術，此技術分為：FidoNet技術標準（FTS，FidoNet Technical Standards）與FidoNet標準委員會（FSC，FidoNet Standards Committee）兩大類。

#### 客户端軟體

##### 撥接軟體
- Telix（英语：Telix）
- ProComm（英语：ProComm）
- Kermit（英语：Kermit (protocol)）

##### 離線讀信軟體
- 藍波快信
- 銀版快信（Silver Xpress）[10]

#### 架站軟體

##### 前導程式
- FrontDoor（英语：FrontDoor）
- Binkleyterm

##### 架站軟體
- Remote Access (RA)（英语：RemoteAccess）
- QuickBBS (QBBS)（英语：QuickBBS）
- SuperBBS (SBBS)（英语：SuperBBS）
- MAXIMUS（英语：Maximus_(BBS)）
- Opus-CBCS（英语：Opus-CBCS）
- ProBoard

### Telnet

#### 客户端軟體
目前常见的telnet客户端軟體：
- NetTerm：由InterSoft, International這家公司所開發的共享軟體。在視窗環境亦為知名的telnet程式，近年來，也配合SSH協定的發展，推出另一套名為SecureNetTerm的程式。
- FTerm：支持SSH及代理连接。功能强大（最新版2.5稳定版2.4）。
- STerm：支持SSH及代理连接、脚本功能强大。
- CTerm：（原Cterm2000版曾在大陆非常流行）有大量快捷键，最新版本支持SSH，最新版本是CTerm 3.6.1。
- Qterm：這是一個非常優異的客戶端程式，用Qt寫成的，是同類軟體中適用平台最廣的（Windows、Linux、Solaris和Mac OS X等）
- PCMan：有繁体及简体版本，以档案体积小，不占资源闻名，是繼KKman后最通行的浏览器。另有PCManX版本可在非Microsoft Windows平台执行（包括Linux/FreeBSD和Mac OS X），還有可內嵌在Mozilla Firefox瀏覽器當中執行的plug-in（有Windows & Linux版本）。
- KKman：第一个结合telnet与http分页浏览的综合浏览器。另附有ANSI彩色编辑器、表情符號快捷鍵、防闲置等功能，并使用hyper-link，讓使用者可以用滑鼠操作telnet介面。支援SSH1。
- BBman：以跨平台为诉求的telnet浏览器，为目前非Windows平台最佳的telnet客户端程式之一。
- PuTTY：於Windows平台上的開放原始碼Telnet／SSH／rlogin客戶端軟體。支援SSH Tunnel功能。有一衍生版本為PieTTY。
- MultiTerm / MultiTerm Pro：在Windows平台執行的軟體。
- AlienBBS：支援蘋果電腦Mac OS X的telnet客戶端，惟已停止開發。
- Nally：支援Mac OS X Leopard、Unicode補完計畫的開放原始碼telnet用戶端軟體。
- Welly：核心衍生自Nally，並加入許多特有功能如自動登入、全文下載、IP辯識等。
- ZTerm（页面存档备份，存于）:以Java撰寫，可跨平台並支援SSH連線。亦有人改寫成Java Applet版本供網頁嵌入。
- 在UNIX環境下，透過telnet程式就可連接BBS，當然也可以使用Qterm，大部份都是透過主控台（console）或終端機（Terminal）程式，執行telnet程式連接BBS，透過終端機模擬和控制畫面。這類終端機包含：iTerm、Terminal、xterm、rxvt、Konsole、gnome-terminal。另外Firefox瀏覽器也有專門開啟BBS的擴充套件，如：BBSFox等

#### 服务器端软件
台灣BBS界最早期是以Pirates BBS為基礎加以改良成為Engle BBS為主，再加以修改衍生出BBS系統分支，如：
- PirateBBS 和 EagleBBS 這兩個版本是台灣學術網路BBS的始祖
- Phoenix - 是由交大資工由 EagleBBS 所發展出來的程式
- PalmBBS - 是台大計中的 BBS 所採用的系統，也是同樣由台大自行發展維護的
- PowerBBS - 是目前台灣學術網路上使用 Client-Server 架構最成熟的一個BBS系統
- PivotBBS - 是由中興大學計中所發展的BBS系統，也是由 EagleBBS 修改而來
- SecretBBS - 是大同工學院資工系發展的BBS系統，是由 PhoenixBBS 3.0 演變而來
- MapleBBS - 是清華大學資訊科學系所自SecretBBS發展過來的BBS系統，這個版本的BBS系統在記憶體的使用方面較為節省
- NapoleonBBS - 是由交大工管系的同學自行修改的，這版結合了 PhoenixBBS 、 SecretBBS 、 FirebirdBBS 各版的功能
- FeelingBBS - 是中正大學計中所發展的BBS，這版承續了PivotBBS的原始程式繼續發展
- Firebird BBS - 是中正大學資工系所修改的，大致上還是架構在Phoenix4.0版上面
- FormosaBBS - 是中山大學的BBS系統，和上列的各種版本有些許的差異
- WindTopBBS - 是元智資工以MapleBBS修改而成的
- 以Maple 3為基礎發展的 itoc系列
- 以Maple 2.36為基礎發展的 Ptt BBS 系列
- 使用Java語言所寫成的 ColaBBS （曾停止維護，現已由原作者吳英豪開放源碼，收集在 ColaBBS（页面存档备份，存于） ）。

中国大陆BBS界在Firebird BBS基础上还发展了Smth BBS、Ytht BBS、Lily BBS等，提供非常丰富Web方式访问，如发文、即时消息、信件、Blog，而部分管理操作则仍然限定为Telnet访问。而客户端的Telnet软件也发展了很多便于操作的功能，如，鼠标响应、URL识别、图片预览，文章自动下载、自定义脚本等。
在Web介面的论坛程序中，大陆地区开发的主要有基于Perl语言的BBS3000、雷傲、基于ASP语言的BBSxp、动网、基于语言PHP的Discuz!、PHPWind及phpBB、基于Java语言的Jute Forum。

### 其他軟體
由於BBS發展初期是經由電話撥接上線，如同一般市話通話，隨時上線時越久其收費越高昂，因此「壓縮軟體」的出現縮短了檔案傳輸時間，以達到節省電話費，早期常見的「壓縮軟體」如：
- ZIP
- ARJ
- RAR
- LZH

## BBS人文文化

### 中国BBS“系统维护”现象
某些特殊时期，中国大陆的许多BBS会不约而同的出现大面积限制访问现象，通常公布的理由为“系统维护”。例如，2005年3月，中华人民共和国召开“两会”前夕，有以下BBS同时宣布进入“系统维护”状态：
- 西安交大兵马俑BBS站：3月5日起限制校外访问
- 白云黄鹤BBS站：夜间只读及暂停校外IP注册
- 北邮真情流露BBS站：关闭telnet的23端口以及http服务
- 饮水思源BBS站：3月5日服务器升级
- 水木清华BBS站：系统维护通告

### “资料洩漏”现象
BBS站的站长拥有很大的权力，因为是由纯文字组合而成，有权限的人甚至不用任何基础就能轻易查看他人资料。